# Parafia Narodzenia Pańskiego w Pajęcznie
Parafia Narodzenia Pańskiego w Pajęcznie – parafia rzymskokatolicka w Pajęcznie. Utworzona 7 grudnia 2000 roku. Jest to pierwsza parafia pod tym wezwaniem w archidiecezji częstochowskiej. Kościół w budowie.